# Chance futsal liga 2016/2017
V soubojích 25. ročníku 1. české futsalové ligy 2016/17 (sponzorským názvem CHANCE futsal liga) se utkalo v základní části 12 týmů dvoukolovým systémem podzim - jaro. Do vyřazovací částí postoupilo prvních osm týmů v tabulce. Nováčky soutěže se staly týmy Gardenline Litoměřice (vítěz 2. ligy – sk. Západ) a SKP ČR Ocel Třinec (vítěz 2. ligy – sk. Východ). Vítězem základní části soutěže se stal tým FK ERA-PACK Chrudim. Sestupujícími se po skončení základní části staly týmy FC Tango Hodonín a MADOS MT Hradec Králové. V následujícím play-off získal mistrovský titul klub FK ERA-PACK Chrudim.

## Kluby podle krajů
- Praha (2): SK Slavia Praha, AC Sparta Praha
- Středočeský (1): FC Benago Zruč nad Sázavou
- Plzeňský (1): SK Interobal Plzeň
- Ústecký (1): Gardenline Litoměřice
- Liberecký (1): FC Démoni Česká Lípa
- Královéhradecký (1): MADOS MT Hradec Králové
- Pardubický (2): FK ERA-PACK Chrudim, 1. FC Nejzbach Vysoké Mýto
- Jihomoravský (2): Rádio Krokodýl Helas Brno, FC Tango Hodonín
- Moravskoslezský (1): SKP ČR Ocel Třinec

## Základní část
Zdroj:
| Poř. | Tým                        | Z  | V  | R | P  | VG  | OG  | B  |
| ---- | -------------------------- | -- | -- | - | -- | --- | --- | -- |
| 1.   | FK ERA-PACK Chrudim        | 22 | 19 | 3 | 0  | 105 | 32  | 60 |
| 2.   | FC Benago Zruč nad Sázavou | 22 | 13 | 4 | 5  | 120 | 63  | 43 |
| 3.   | Gardenline Litoměřice      | 22 | 11 | 5 | 6  | 79  | 62  | 38 |
| 4.   | SK Interobal Plzeň         | 22 | 10 | 3 | 9  | 73  | 78  | 33 |
| 5.   | SK Slavia Praha            | 22 | 9  | 5 | 8  | 78  | 78  | 32 |
| 6.   | AC Sparta Praha            | 22 | 9  | 4 | 9  | 78  | 64  | 31 |
| 7.   | Rádio Krokodýl Helas Brno  | 22 | 9  | 4 | 9  | 77  | 91  | 31 |
| 8.   | SKP Ocel Třinec            | 22 | 7  | 3 | 12 | 59  | 89  | 24 |
| 9.   | 1. FC Nejzbach Vysoké Mýto | 22 | 6  | 6 | 10 | 62  | 77  | 24 |
| 10.  | FC Démoni Česká Lípa       | 22 | 7  | 2 | 13 | 48  | 85  | 23 |
| 11.  | FC Tango Hodonín           | 22 | 6  | 4 | 12 | 75  | 79  | 22 |
| 12.  | MADOS MT Hradec Králové    | 22 | 3  | 3 | 16 | 51  | 107 | 12 |

Poznámky
- Z = Odehrané zápasy; V = Vítězství; R = Remízy; P = Prohry; VG = Vstřelené góly; OG = Obdržené góly; B = Body

|  | Postup do vyřazovací části soutěže  |
|  | Sestup do příslušné skupiny 2. ligy |

### Hráčské statistiky

#### Góly
| Poř. | Hráč           | Tým                        | Gól |
| ---- | -------------- | -------------------------- | --- |
| 1.   | Michal Belej   | FC Benago Zruč nad Sázavou | 33  |
| 2.   | Ribeiro Sidnei | FC Benago Zruč nad Sázavou | 17  |
| 2.   | Radim Záruba   | FK ERA-PACK Chrudim        | 17  |
| 2.   | Lukáš Rešetár  | FK ERA-PACK Chrudim        | 17  |
| 2.   | Jan Křemen     | AC Sparta Praha            | 17  |

#### Asistence
| Poř. | Hráč          | Tým                        | Gól |
| ---- | ------------- | -------------------------- | --- |
| 1.   | Michal Belej  | FC Benago Zruč nad Sázavou | 19  |
| 2.   | Tomáš Vnuk    | FC Benago Zruč nad Sázavou | 16  |
| 3.   | Lukáš Rešetár | FK ERA-PACK Chrudim        | 14  |
| 3.   | David Cupák   | Helas Brno                 | 14  |
| 5.   | Felipe        | FK ERA-PACK Chrudim        | 13  |
| 5.   | Michal Kovács | FC Benago Zruč nad Sázavou | 13  |
| 5.   | Michal Salák  | SK Slavia Praha            | 13  |

## Vyřazovací část

### Pavouk
|  | Čtvrtfinále | Čtvrtfinále                | Čtvrtfinále |                 |   | Semifinále                 | Semifinále | Semifinále |  |  | Finále | Finále              | Finále |
|  |             |                            |             |                 |   |                            |            |            |  |  |        |                     |        |
|  | 1           | FK ERA-PACK Chrudim        | 3           |                 |   |                            |            |            |  |  |        |                     |        |
|  | 8           | SKP Ocel Třinec            | 0           |                 |   |                            |            |            |  |  |        |                     |        |
|  | 8           | SKP Ocel Třinec            | 0           |                 | 1 | FK ERA-PACK Chrudim        | 3          |            |  |  |        |                     |        |
|  |             |                            |             |                 | 1 | FK ERA-PACK Chrudim        | 3          |            |  |  |        |                     |        |
|  |             |                            | 6           | AC Sparta Praha | 0 |                            |            |            |  |  |        |                     |        |
|  | 3           | Gardenline Litoměřice      | 6           | AC Sparta Praha | 0 | 2                          |            |            |  |  |        |                     |        |
|  | 3           | Gardenline Litoměřice      |             |                 |   | 2                          |            |            |  |  |        |                     |        |
|  | 6           | AC Sparta Praha            | 3           |                 |   |                            |            |            |  |  |        |                     |        |
|  |             |                            |             |                 |   |                            |            |            |  |  | 1      | FK ERA-PACK Chrudim | 3      |
|  |             |                            | 5           | SK Slavia Praha | 1 |                            |            |            |  |  |        |                     |        |
|  | 2           | FC Benago Zruč nad Sázavou | 3           |                 |   |                            |            |            |  |  |        |                     |        |
|  | 7           | Helas Brno                 | 0           |                 |   |                            |            |            |  |  |        |                     |        |
|  | 7           | Helas Brno                 | 0           |                 | 2 | FC Benago Zruč nad Sázavou | 1          |            |  |  |        |                     |        |
|  |             |                            |             |                 | 2 | FC Benago Zruč nad Sázavou | 1          |            |  |  |        |                     |        |
|  |             |                            | 5           | SK Slavia Praha | 3 |                            |            |            |  |  |        |                     |        |
|  | 4           | SK Interobal Plzeň         | 5           | SK Slavia Praha | 3 | 1                          |            |            |  |  |        |                     |        |
|  | 4           | SK Interobal Plzeň         |             |                 |   | 1                          |            |            |  |  |        |                     |        |
|  | 5           | SK Slavia Praha            | 3           |                 |   |                            |            |            |  |  |        |                     |        |

### Čtvrtfinále
| Tým A                      | Výsledek série | Tým B           | Výsledky jednotlivých zápasů |
| -------------------------- | -------------- | --------------- | ---------------------------- |
| FK ERA-PACK Chrudim        | 3:0            | SKP Ocel Třinec | 12:1, 8:1, 9:1               |
| Gardenline Litoměřice      | 2:3            | AC Sparta Praha | 6:5 pp., 2:4, 5:3, 2:4, 3:5  |
| FC Benago Zruč nad Sázavou | 3:0            | Helas Brno      | 5:0, 10:6, 5:2               |
| SK Interobal Plzeň         | 1:3            | SK Slavia Praha | 3:4 pp., 2:7, 5:3, 4:6       |

### Semifinále
| Tým A                      | Výsledek série | Tým B           | Výsledky jednotlivých zápasů |
| -------------------------- | -------------- | --------------- | ---------------------------- |
| FK ERA-PACK Chrudim        | 3:0            | AC Sparta Praha | 7:1, 4:3 pp., 8:0            |
| FC Benago Zruč nad Sázavou | 1:3            | SK Slavia Praha | 3:4 pp., 1:2, 8:5, 3:6       |

### Finále
| Tým A               | Výsledek série | Tým B           | Výsledky jednotlivých zápasů |
| ------------------- | -------------- | --------------- | ---------------------------- |
| FK ERA-PACK Chrudim | 3:1            | SK Slavia Praha | 6:5 pp., 3:6, 2:0, 5:2       |

### Hráčské statistiky

#### Góly
| Poř. | Hráč            | Tým                 | Gól |
| ---- | --------------- | ------------------- | --- |
| 1.   | Max             | FK ERA-PACK Chrudim | 13  |
| 2.   | Lukáš Rešetár   | FK ERA-PACK Chrudim | 12  |
| 2.   | Antonín Hrdina  | SK Slavia Praha     | 12  |
| 4.   | Matěj Slováček  | FK ERA-PACK Chrudim | 11  |
| 5.   | Martin Směřička | SK Slavia Praha     | 9   |
| 5.   | Felipe          | FK ERA-PACK Chrudim | 9   |

#### Asistence
| Poř. | Hráč           | Tým                        | Gól |
| ---- | -------------- | -------------------------- | --- |
| 1.   | Radim Záruba   | FK ERA-PACK Chrudim        | 9   |
| 1.   | Tomáš Koudelka | FK ERA-PACK Chrudim        | 9   |
| 3.   | Lukáš Rešetár  | FK ERA-PACK Chrudim        | 8   |
| 3.   | Michal Salák   | SK Slavia Praha            | 8   |
| 5.   | Saul           | FC Benago Zruč nad Sázavou | 7   |
| 5.   | Max            | FK ERA-PACK Chrudim        | 7   |
| 5.   | Roman Mareš    | FK ERA-PACK Chrudim        | 7   |